# 七国峠 (平塚市)

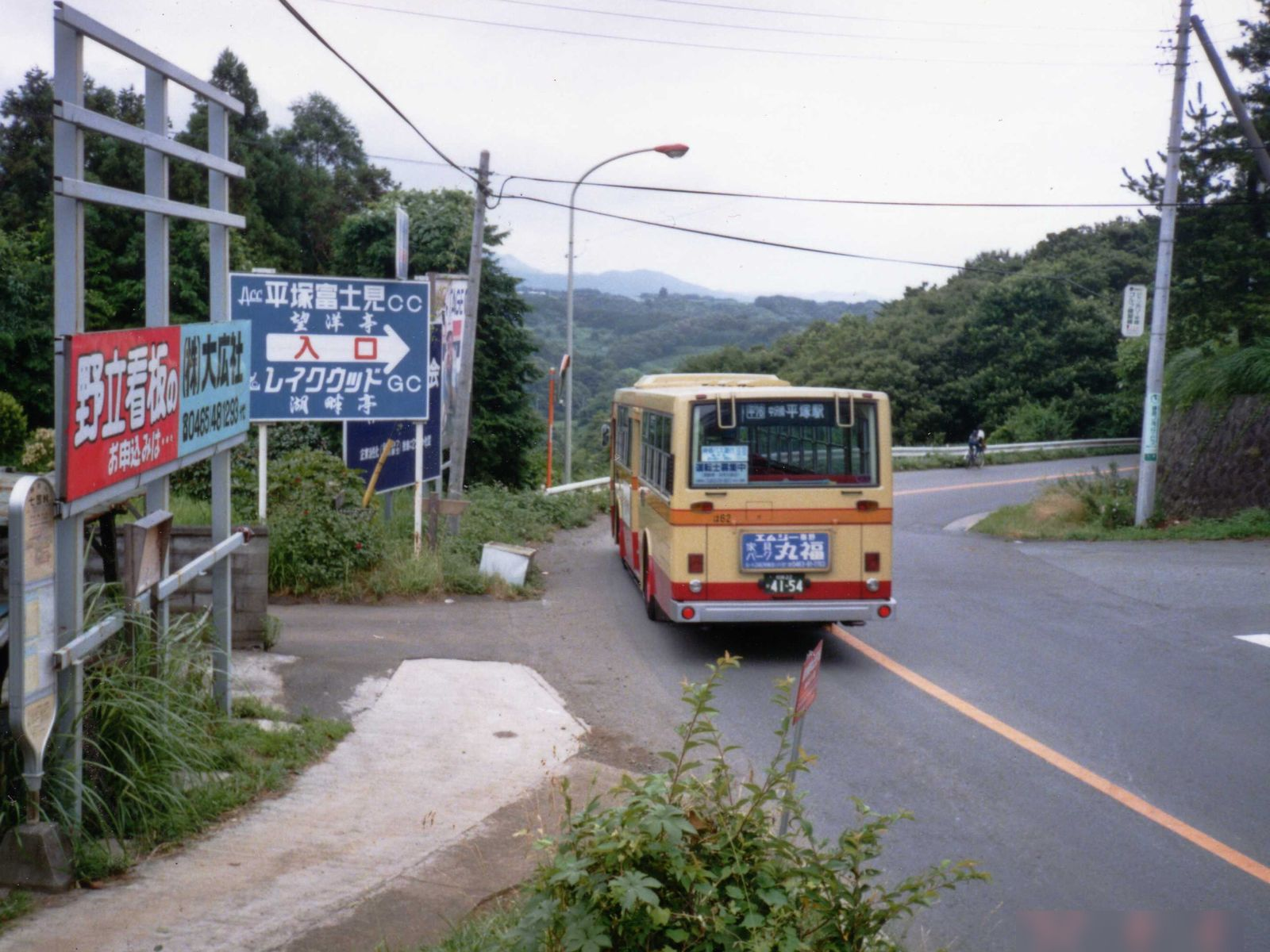
七国峠

七国峠（ななくにとうげ）は、神奈川県平塚市にある峠である。

## 名称由来
かつて、この峠から甲斐国、上総国、駿河国、伊豆国、安房国、武蔵国、相模国の七国が一望できたことから、この名称がついた。現在はゴルフ場が遮っており、かつての7国を一望することはできない。なお、富士山を望めることから関東の富士見百景に選出されている。

## 歴史
1180年（治承4年）に源頼朝が挙兵した際、この土地の権力者であった土屋三郎宗遠が頼朝に協力したが、頼朝は戦に負け、頼朝に協力していた宗遠の息子の忠光も戦死してしまった。
忠光の氏を悼み供養するために、この峠には源氏らの力で松が植えられたという。現在この松は存在しないが、死を悼む気持ちを尊重し別の松が植え替えられている。

## 通過する道路
- 神奈川県道77号平塚松田線

## アクセス
- 神奈川中央交通バスの以下の路線で「七国峠」下車。
  - 平75 平塚駅 - 金目駅 - 七国峠 - 上井ノ口 - 秦野駅南口
  - 平76 平塚駅 - 中沢橋 - 七国峠 - 上井ノ口 - 秦野駅南口